# Медіана-де-Вольтоя
Медіана-де-Вольтоя (ісп. Mediana de Voltoya) — муніципалітет в Іспанії, у складі автономної спільноти Кастилія-і-Леон, у провінції Авіла. Населення — 109 осіб (2010).
Муніципалітет розташований на відстані близько 80 км на північний захід від Мадрида, 12 км на північний схід від Авіли.

## Демографія
Динаміка населення (INE ):